# هزینه عملیاتی
هزینه عملیاتی (انگلیسی: Operating expense) هزینه‌های جاری یک شرکت به‌منظور راه‌اندازی یک محصول، کسب‌وکار یا سیستم می‌باشد، که در واقع هزینه‌های مربوط به فعالیت عادی و مستمر شرکت است. این هزینه‌ها شامل بهای تمام شده کالای فروش رفته، هزینه فروش، هزینه‌های عمومی و اداری و تحقیق و توسعه هستند. این هزینه‌ها از طریق فعالیت‌های عادی شرکت به وجود می‌آیند. یکی از اهداف شرکت‌ها حداکثر کردن بهره‌وری در مقابل میزان هزینه‌های عملیاتی است. در این مسیر هزینه عملیاتی معیار اصلی نشان‌دهنده بهره‌وری شرکت در طول زمان است.
هزینه های عملیاتی شامل دستمزد، هزینه‌های صدور پروانه، تعمیرات جزئی، هزینه‌های اداری، هزینه‌های سفر و توزیع، کمیسیون، لیزینگ، مواد اولیه، بیمه و مالیات اموال است. اگر تجهیزات به‌جای اینکه خریداری شوند، اجاره شوند، جزء هزینه‌های عملیاتی محسوب می‌شوند. این یکی از دلایلی است که در صورت سود و زیان هزینه‌های عملیاتی به هزینه‌های سرمایه‌ای ترجیح داده می‌شوند، زیرا کاهش هزینه‌های عملیاتی بسیار آسان‌تر از کاهش هزینه‌های سرمایه‌ای است.

### نگاه اجمالی
هزینه عملیاتی، هزینه ای است که یک شرکت به واسطه فعالیت های تجاری خود متحمل می شود. این هزینه، OPEX هم نام دارد که می تواند شامل اجاره، تجهیزات، هزینه های انبارش، بازاریابی، حقوق و دستمزد، بیمه، تحقیق و توسعه و مهندسی فروش شود. یکی از مسئولیت های اصلی مدیران ارشد این است که هزینه های عملیاتی را بدون کاهش کیفیت عملیات و محصولاتِ شرکت، کاهش دهند.
هزینه عملیاتی در اکثر کسب و کارها اجتناب ناپذیر است. برخی از سازمان ها به منظور دستیابی به مزیت رقابتی و افزایش درآمد، هزینه های عملیاتی خود را کاهش می دهند. با این حال، مهم است در نظر داشته باشید که کاهش هزینه عملیاتی با ریسک کاهش یکپارچگی و کیفیت عملیات همراه است. برقراری تعادل بین این دو فرآیند دشوار است، اما بازده قابل توجهی به همراه دارد.